# Rolamite

Esquema de funcionament d'un dispositiu rolamite per a desplaçaments rectilinis. El rectangle vermell representa l'allotjament del mecanisme (que també fa de guia). La línia blava representa una cinta o banda flexible i elàstica. Els cercles grocs representen corrons.

El dispositu rolamite és un mecanisme que permet moviments guiats, rectilinis o rotatius, amb un fregament molt baix. Fou inventat als Sandia National Laboratories a la dècada de 1960. Segons algunes opinions és l'única màquina simple inventada al segle vint.
Les seves aplicacions inclouen interruptors, termóstats, vàlvules, bombes, embragatges i altres.